# Myscelia ethusa

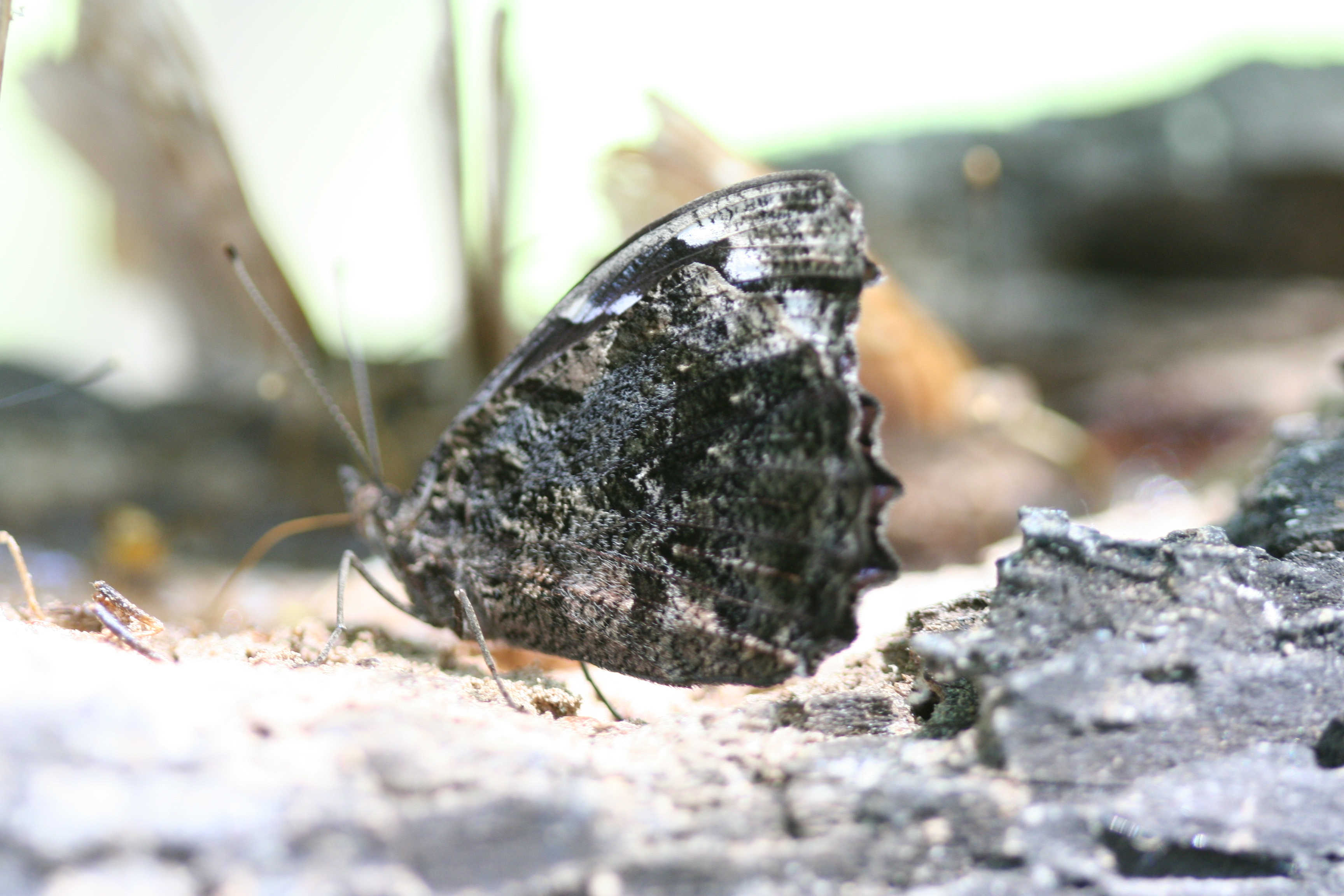
Unterseite

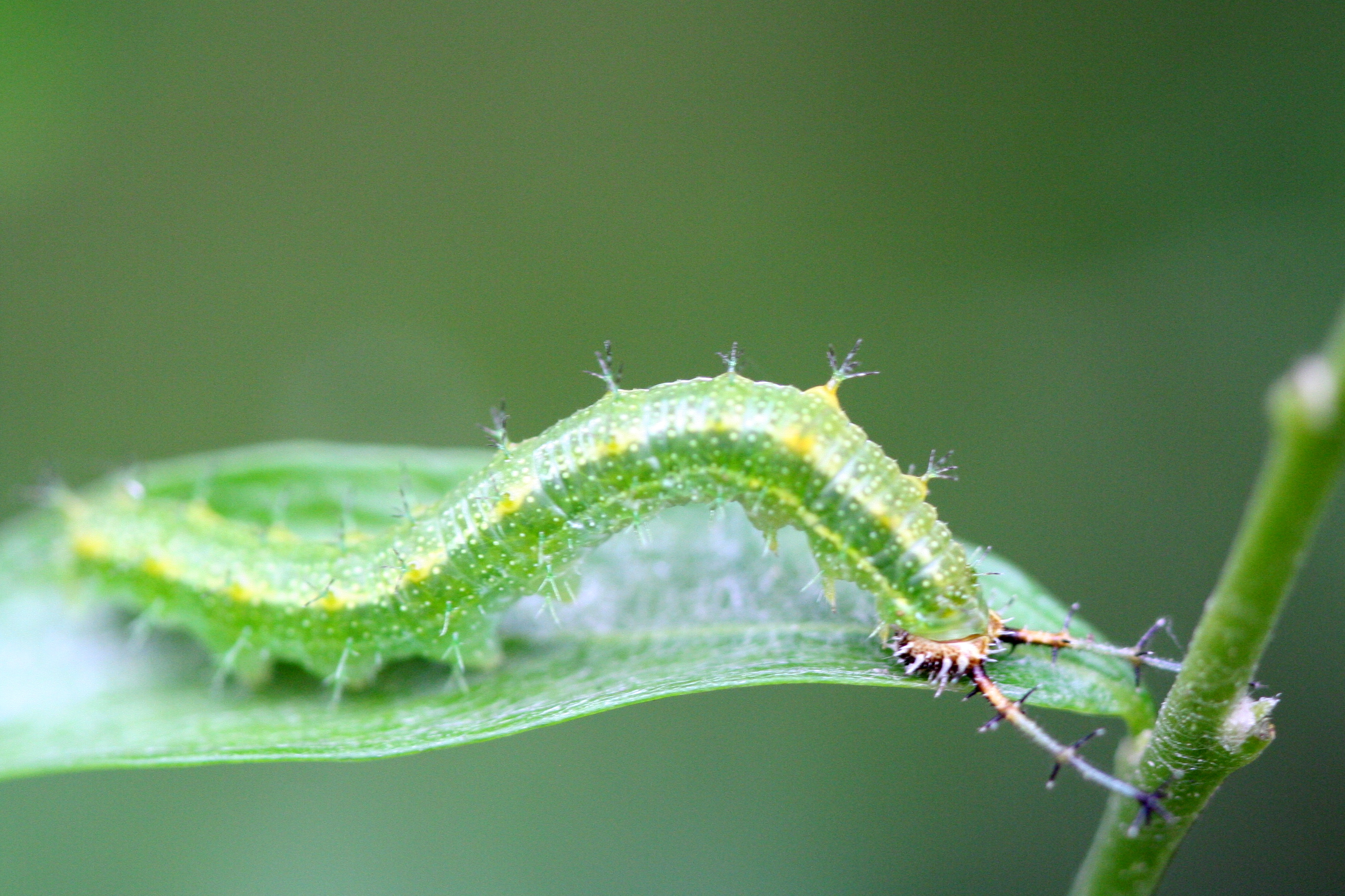
Raupe

Myscelia ethusa ist ein Schmetterling (Tagfalter) aus der Familie der Edelfalter (Nymphalidae).

## Merkmale

### Falter
Die Flügelspannweite der Falter beträgt 64 bis 76 Millimeter. Der Flügelaußenrand ist leicht gezackt. Die Grundfarbe ist schwarz. Weibchen und Männchen haben eine etwas voneinander abweichende Zeichnung. Auf der Oberseite der Vorderflügel der Weibchen befinden sich drei nahezu parallel verlaufende blaue Längsstreifen sowie viele weiße Flecke in Richtung Saum. Die Männchen zeigen vier schmalere blaue Längsstreifen, die teilweise in Flecke aufgelöst sind und weniger weiße Flecke. Auf der Oberseite der Hinterflügel der Weibchen befinden sich vier leicht gewellte blaue Streifen, während die Männchen drei breitere blaue Streifen zeigen. Die Hinterflügelunterseite ist in verschiedenen Brauntönungen marmoriert. Dadurch wirken die Falter mit eng zusammen geklappten Flügeln wie ein Stück Borke und sind so von Fressfeinden schwer zu erkennen.

### Ei, Raupe, Puppe
Das blass grünliche bis weißliche Ei ist tonnenförmig und mit einigen Spitzen und Rippen versehen. Junge Raupen sind gelblich, ausgewachsen nehmen sie eine kräftige grüne bis gelbgrüne Farbe an und sind auf der gesamten Körperlänge mit sehr kleinen weißen Punkten sowie kurzen, leicht verzweigten Dornen versehen. Am Kopf befinden sich zwei auffallende, stark verzweigte, schwarze Hörner. Die Stürzpuppe hat zunächst eine grünliche Farbe und zeigt kurz vor dem Schlüpfen der Falter braune Flügelscheiden. 

## Verbreitung und Vorkommen
Das Verbreitungsgebiet der Art umfasst das südliche Texas, Mexiko und Kolumbien sowie weite Teile Zentralamerikas. Myscelia ethusa besiedelt bevorzugt subtropische Waldgebiete.

## Lebensweise
Die Falter fliegen in mehreren Generationen das ganze Jahr hindurch. Sie saugen gerne an überreifen Früchten oder feuchten Erdstellen. Die Raupen leben an der zu den Wolfsmilchgewächsen (Euphorbiaceae) zählenden Pflanzengattung Dalechampia.

## Belege